# لاسي هاينز
لاسي هاينز (بالدنماركية: Lasse Heinze) هو لاعب كرة قدم ومدرب كرة قدم دنماركي، ولد في 3 أبريل 1986 في Ringkøbing ‏ في الدنمارك. شارك مع منتخب الدنمارك تحت 21 سنة لكرة القدم. أما مع النوادي، فقد لعب مع نادي ساربسبورغ 08 ونادي سيلكيبورج ونادي ميتييلاند ونادي هورسينس.

## وصلات خارجية
- لاسي هاينز على موقع الاتحاد الأوربي (الإنجليزية)
- لاسي هاينز على موقع قاعدة بيانات كرة القدم.إي يو (الإنجليزية)
- لاسي هاينز على موقع Soccerway.com (الإنجليزية)
- لاسي هاينز على موقع عالم كرة القدم.نت (الإنجليزية)